# Verge Rocks
Die Verge Rocks (von englisch verge ‚Rand, Schwelle‘) sind zwei Klippenfelsen vor der Graham-Küste des Grahamlands auf der Antarktischen Halbinsel. Sie liegen 3 km nordwestlich der Chavez-Insel am Rand des Grandidier-Kanals.
Das UK Antarctic Place-Names Committee benannte sie 1959 nach ihrer geographischen Lage.